# Leuconia alaskensis
Leuconia alaskensis är en svampdjursart som beskrevs av de Laubenfels 1953. Leuconia alaskensis ingår i släktet Leuconia och familjen Baeriidae.
Artens utbredningsområde är havet utanför Alaska. Inga underarter finns listade i Catalogue of Life.